# Żytkiejmy

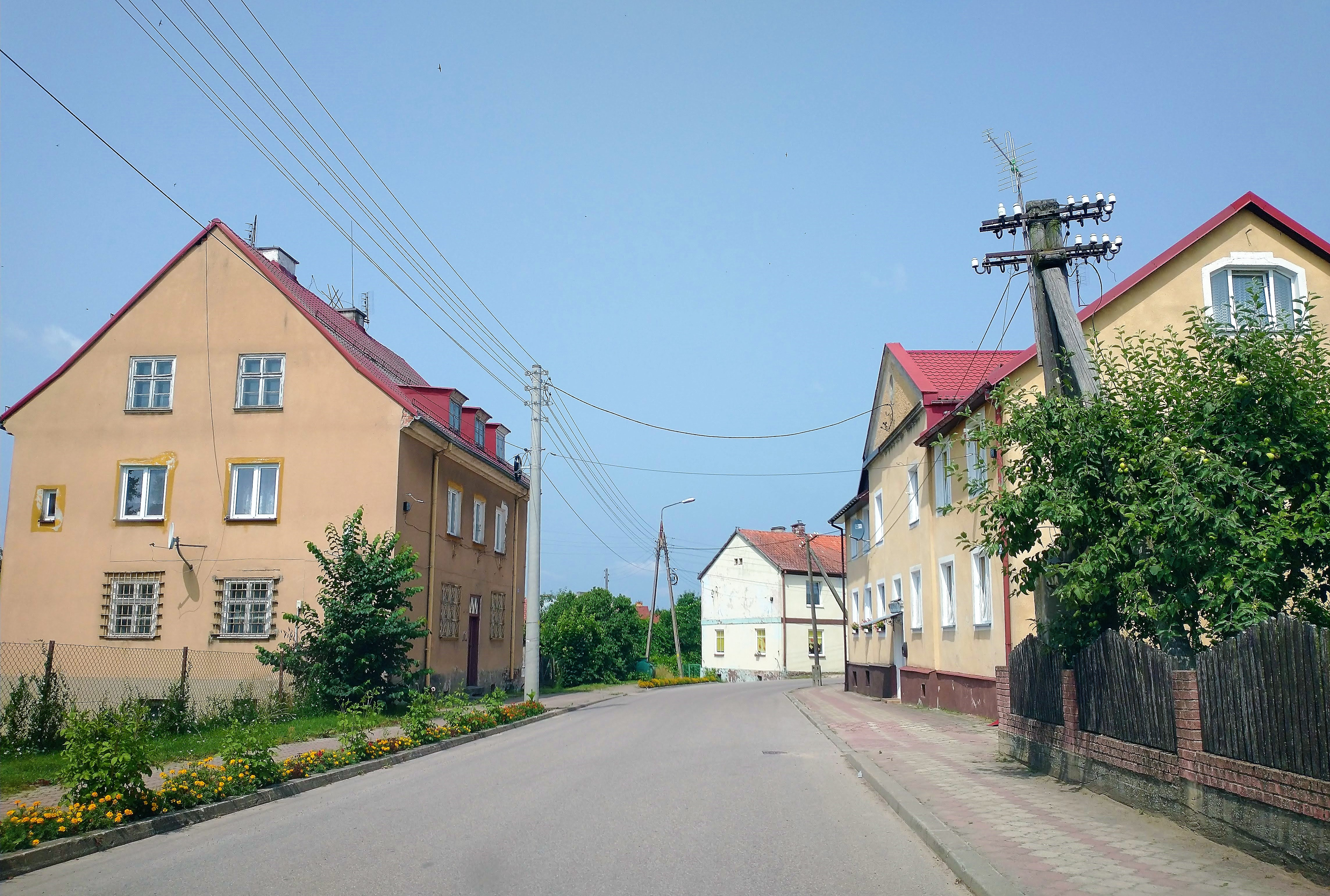
Fragment zabudowy centrum

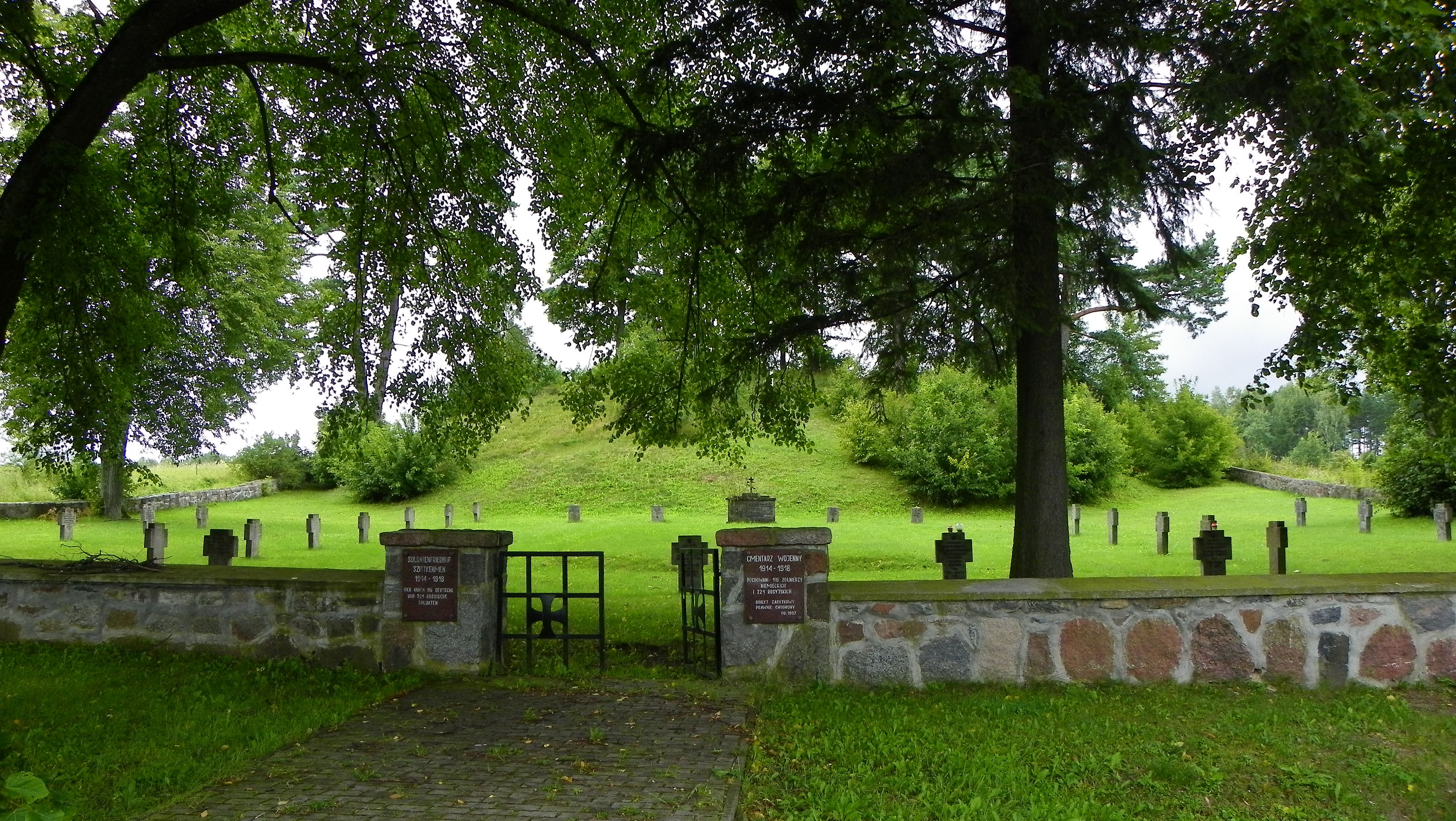
Cmentarz z okresu I wojny światowej w Żytkiejmach

Żytkiejmy (niem. do 1936 Szittkehmen, 1936-38 Schittkehmen, 1938-45 Wehrkirchen) – wieś w Polsce położona w województwie warmińsko-mazurskim, w powiecie gołdapskim, w gminie Dubeninki, 2 km od granicy z obwodem królewieckim. W latach 1975–1998 miejscowość administracyjnie należała do województwa suwalskiego.
W miejscowości znajduje się siedziba Parku Krajobrazowego Puszczy Rominckiej.

## Historia
Wieś założona w 1554 przez osadników z Litwy. Aż do XX w. odprawiano tu nabożeństwa w języku litewskim. W 1731 r. we wsi (i okolicach) osiedlili się protestanci niemieccy, wypędzeni z okolic Salzburga. Wieś miała prawo do organizowania targów i jarmarków, dzięki czemu przez wiele lat była lokalnym centrum handlu i usług. Na początku I wojny światowej miejscowość ucierpiała w wyniku zaciętych walk niemiecko-rosyjskich. Przed 1939 r. w Żytkiejmach działał ośrodek szkolenia dywersantów i agentów hitlerowskich – ukierunkowany był na inwigilację Białostocczyzny i Suwalszczyzny. Przerzucano tu agentów, broń, materiały wybuchowe, radiostacje i materiały propagandowe. Ośrodkiem szkoleniowym kierował SS Hauptsturmfüher Herman Dylba.

## Zabytki
W Żytkiejmach znajduje się kościół pw. św. Michała, do końca XVI w. stała tu cerkiew, na jej fundamentach w 1879 wybudowano obecną świątynię. We wsi także domy z początków XX w., m.in. budynek hotelu św. Huberta (mieścił się tu ośrodek szkoleniowo-dywersyjny) oraz cokół po pomniku Bismarcka (pomnik usunięto w 1944 r.). Na zachodnim skraju wsi dawny budynek stacji Żytkiejmy linii kolejowej Gołdap-Żytkiejmy-Gąbin (Gusiew) (linia uruchomiona w 1927, rozebrana po 1945 r.). Na północ od wsi, przy dawnej granicy z Rosją znajduje się cmentarz z okresu I wojny światowej, z mogiłami żołnierzy rosyjskich i niemieckich: 35 grobów żołnierzy niemieckich, 5 rosyjskich oficerskich i 1 zbiorowy żołnierzy rosyjskich). W 1997 r. cmentarz został odnowiony i uporządkowany przez niemieckie organizacje kombatanckie. Za wsią, nad doliną Żytkiejmskiej Strugi, zlokalizowane dwa małe cmentarze protestanckie.

## Warianty nazewnicze miejscowości
- pierwsza nazwy: Sittkeimen (1554 r.)
- niem. do 1936 – Szittkehmen
- 1936-1938 – Schittkehmen
  - zmieniona w okresie tzw. chrztów hitlerowskich na Wehrkirchen (od 16.07.1938)
- lit. Žydkiemis
- ros. Заслоново (od 1946)
- Zydkiemy (w 1948)
- Żytkiejmy (od 1951)